# Юнацький чемпіонат Європи з футболу (U-19) 2008
Чемпіонат Європи з футболу серед юнаків віком до 19 років 2008 року — пройшов у Чехії з 14 по 26 липня. Переможцем стала збірна Німеччини, яка у фіналі перемогла збірну Італії із рахунком 3:1.

## Міста та стадіони
| Стадіон               | Фото | Місткість | Група | Місто              |
| --------------------- | ---- | --------- | ----- | ------------------ |
| Вікторія (Жижков)     |      | 5000      | A     | Прага              |
| На Літавце            |      | 9100      | A     | Пршибрам           |
| Стадіон міста Пльзень |      | 5000      | A     | Пльзень            |
| Стадіон біля Ніси     |      | 9900      | B     | Ліберець           |
| Стшельниці            |      | 6222      | B     | Яблонець-над-Нисою |
| Міський               |      | 5000      | B     | Млада-Болеслав     |

## Кваліфікація
1. Юнацький чемпіонат Європи з футболу (U-19) 2008 (кваліфікаційний раунд)
2. Юнацький чемпіонат Європи з футболу (U-19) 2008 (елітний раунд)

## Учасники
- Чехія (господар)
- Болгарія
- Англія
- Німеччина
- Греція
- Угорщина
- Італія
- Іспанія

## Груповий етап

### Група А
| Збірна    | І | В | Н | П | ГЗ | ГП | О |
| --------- | - | - | - | - | -- | -- | - |
| Німеччина | 3 | 3 | 0 | 0 | 7  | 2  | 9 |
| Угорщина  | 3 | 2 | 0 | 1 | 3  | 2  | 6 |
| Іспанія   | 3 | 1 | 0 | 2 | 5  | 3  | 3 |
| Болгарія  | 3 | 0 | 0 | 3 | 0  | 8  | 0 |

| 14 липня 17:30 |

| Болгарія | 0 – 1    | Угорщина  |
| -------- | -------- | --------- |
|          | Протокол | Немет 10' |

| Вікторія, Прага Арбітр: Туссен (Люксембург) |

| 14 липня 19:30 |

| Німеччина                 | 2 – 1    | Іспанія   |
| ------------------------- | -------- | --------- |
| Сукута-Пасу 7' Топрак 56' | Протокол | Альба 66' |

| Стадіон міста Пльзень, Пльзень Арбітр: Вільям Каллам (Шотландія) |

| 17 липня 18:00 |

| Іспанія | 0 – 1    | Угорщина |
| ------- | -------- | -------- |
|         | Протокол | Надь 71' |

| На Літавце, Пршибрам Арбітр: Александар Ставрев (Македонія) |

| 17 липня 20:30 |

| Німеччина                              | 3 – 0    | Болгарія |
| -------------------------------------- | -------- | -------- |
| Дікмайєр 16' Нсереко 43' Л. Бендер 56' | Протокол |          |

| Стадіон міста Пльзень, Пльзень Арбітр: Свейн Оддвар Муен (Норвегія) |

| 20 липня 20:00 |

| Угорщина  | 1 – 2    | Німеччина             |
| --------- | -------- | --------------------- |
| Сімон 74' | Протокол | Райнарц 36' Ріссе 76' |

| На Літавце, Пршибрам Арбітр: Філіпович (Сербія) |

| 20 липня 20:00 |

| Іспанія                            | 4 – 0    | Болгарія |
| ---------------------------------- | -------- | -------- |
| Аарон 14' Нсуе 17', 52' Меріда 64' | Протокол |          |

| Вікторія, Прага Арбітр: Тюаль (Франція) |

### Група В
| Збірна | І | В | Н | П | ГЗ | ГП | О |
| ------ | - | - | - | - | -- | -- | - |
| Італія | 3 | 1 | 2 | 0 | 5  | 4  | 5 |
| Чехія  | 3 | 1 | 1 | 1 | 5  | 4  | 4 |
| Англія | 3 | 1 | 1 | 1 | 3  | 2  | 4 |
| Греція | 3 | 0 | 2 | 1 | 1  | 4  | 2 |

| 14 липня 17:30 |

| Чехія          | 2 – 0    | Англія |
| -------------- | -------- | ------ |
| Нецид 54', 58' | Протокол |        |

| Стшельниці, Яблонець-над-Нисою Арбітр: Александар Ставрев (Македонія) |

| 14 липня 19:30 |

| Греція     | 1 – 1    | Італія             |
| ---------- | -------- | ------------------ |
| Павліс 23' | Протокол | Палоскі 90' (пен.) |

| Міський, Млада-Болеслав Арбітр: Філіпович (Сербія) |

| 17 липня 18:00 |

| Чехія | 0 – 0    | Греція |
| ----- | -------- | ------ |
|       | Протокол |        |

| Стадіон біля Ніси, Ліберець Глядачів: 6,623 Арбітр: Туссен (Люксембург) |

| 17 липня 20:00 |

| Англія | 0 – 0    | Італія |
| ------ | -------- | ------ |
|        | Протокол |        |

| Стшельниці, Яблонець-над-Нисою Арбітр: Тюаль (Франція) |

| 20 липня 18:00 |

| Італія                                           | 4 – 3    | Чехія                      |
| ------------------------------------------------ | -------- | -------------------------- |
| Полі 22', 79' Бонавентура 56' Палоскі 72' (пен.) | Протокол | Нецид 23' Моравек 58', 86' |

| Міський, Млада-Болеслав Глядачів: 5,000 Арбітр: Вільям Каллам (Шотландія) |

| 20 липня 18:00 |

| Англія                              | 3 – 0    | Греція |
| ----------------------------------- | -------- | ------ |
| Мі 48' Сірс 68' (пен.) Старрідж 85' | Протокол |        |

| Стадіон біля Ніси, Ліберець Арбітр: Свейн Оддвар Муен (Норвегія) |

## Півфінали
| 23 липня 17:30 |

| Італія         | 1 – 0    | Угорщина |
| -------------- | -------- | -------- |
| Форестьєрі 65' | Протокол |          |

| Стадіон міста Пльзень, Пльзень Арбітр: Свейн Оддвар Муен (Норвегія) |

| 23 липня 20:15 |

| Німеччина                  | 2 – 1    | Чехія     |
| -------------------------- | -------- | --------- |
| Ріссе 17' Сукута-Пасу 119' | Протокол | Нецид 24' |

| Міський, Млада-Болеслав Глядачів: 5,000 Арбітр: Тюаль (Франція) |

## Фінал
| 26 липня 19:00 |

| Німеччина                                 | 3 – 1    | Італія         |
| ----------------------------------------- | -------- | -------------- |
| Л. Бендер 24' Сукута-Пасу 61' Гебгарт 80' | Протокол | Гарібальді 78' |

| Стшельниці, Яблонець-над-Нисою Глядачів: 4,100 Арбітр: Вільям Каллам (Шотландія) |

| Чемпіон Європи 2008 |
| ------------------- |
| Німеччина 2-й титул |

## Кваліфікація на Чемпіонат світу
Шість найкращих збірних кваліфікувались на Молодіжний чемпіонат світу 2007 року.
- Німеччина
- Угорщина
- Іспанія
- Італія
- Чехія
- Англія